# Remzi
Remzi ist ein türkischer und albanischer männlicher Vorname arabischer Herkunft.

## Namensträger
Vorname
- Remzi Giray Kaçar (* 1985), türkischer Fußballspieler
- Remzi Kaplan (* 1960), deutsch-türkischer Döner-Produzent
- Remzi Musaoğlu (* 1965), türkischer Ringer
- Remzi Sanver (* 1970), türkischer Ökonom und Hochschullehrer

Nachname
- Schener Remzi (* 1975), bulgarischer Fußballspieler

Künstlername
- Remzi Ünal, Privatdetektiv in den Krimis von Celil Oker

Institutionen
- Remzi Kitabevi, türkischer Buchverlag, gegründet von Remzi Bengi